# Coming Out Simulator 2014
Coming Out Simulator 2014 ist ein Browserspiel aus dem Jahr 2014. Es handelt vom einige Jahre davor erfolgten Coming-out der kanadischen, nichtbinären Spieleentwicklerin Nicky Case gegenüber ihren Eltern. Da sie zu jener Zeit in Bezug auf sich selbst männliche Pronomen verwendete, trifft dies auch auf den Protagonisten zu. Er führt mehrere Gespräche mit seinem heimlichen Liebespartner beziehungsweise seinen Eltern. Während der Unterhaltungen müssen die Spieler zwischen je drei verschiedenen Antworten wählen, um auf Aussagen der Gesprächspartner zu reagieren. Das Spiel hat mehrere Verläufe sowie Ausgänge und erzählt damit die wahren Umstände unzuverlässig nach.
Der Titel entstand innerhalb eines Game Jam. Nach eigenen Angaben bezweckte Case mit dem Spiel sowohl eine künstlerische Weiterentwicklung als auch das Abschließen mit ihrer Vergangenheit. Deswegen enthalten die Handlung und Spielmechanik etliche, teils metaphorische Anspielungen auf ihre damalige Situation. Ein Beispiel ist das interaktive Dialogsystem, das Cases Gefühlslage symbolisiert. Für das Genre unüblich beeinflusst die Wahl der Spieler die Handlung kaum.
Das Spiel erschien im Selbstverlag und wurde erstmals im Juni 2014 auf itch.io veröffentlicht, im Februar 2015 bei Newgrounds. In letzterem Jahr war es beim Independent Games Festival für einen Hauptpreis nominiert. Coming Out Simulator 2014 erhielt positive Kritiken. Rezensenten lobten vor allem die nachvollziehbare Darstellung eines Coming-outs sowie die Offenheit der Entwicklerin bezüglich ihrer Erfahrungen hiermit. Der Titel stieß auch bei Spielern auf eine mehrheitlich positive Resonanz. Einige Fans übersetzten ihn in verschiedene Sprachen, während ein anderer Entwickler 2018 ein Remake des Spiels herausbrachte.
Coming Out Simulator 2014 wird seit Erscheinen regelmäßig in bildungs- und gesellschaftspolitischen sowie künstlerischen Kontexten betrachtet. Mehrere Forscher erörterten seine Einordnung innerhalb verschiedener Videospiel-Stilrichtungen, etwa dem Genre Serious Game. Andere Forschende konzentrierten sich stattdessen auf die potentielle Eignung des Titels als Lehrmaterial. Einige Bildungseinrichtungen und Wissenschaftler sprachen direkte Empfehlungen zur Verwendung von Coming Out Simulator 2014 im Unterricht aus. Zudem wurde in mehreren Studien der konkrete Lerneffekt des Spiels untersucht.

## Spielprinzip

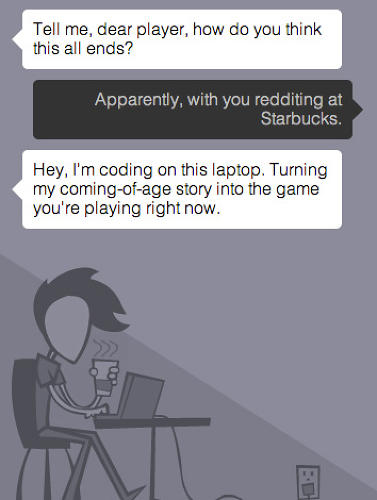
Case weist die Spieler in der Einleitung „persönlich“ in die Handlung ein.

Im Spiel wird das Coming-out der Entwicklerin Nicky Case nacherzählt, wobei ein Durchgang ungefähr 20 Minuten dauert. Das Alter der Spielfigur wird nicht erwähnt, lässt sich jedoch anhand biografischen Daten in Cases Blog auf 16 bis 17 Jahre einschätzen. Die Handlung besteht aus Unterhaltungen von Case mit ihrem damaligen Partner Jack beziehungsweise ihren Eltern. Die Spieler müssen auf Aussagen der Gesprächspartner reagieren, indem sie von drei möglichen Antworten eine anklicken. Je nach Wahl erfolgen unterschiedliche Reaktionen der anderen, was den weiteren Handlungsverlauf jedoch kaum beeinflusst. In jeweils einer Szene vor und nach der Haupthandlung redet Case in einem Café direkt mit den Spielern. Sie erklärt am Anfang das Spielprinzip und präsentiert am Ende drei Szenarien über ihr Leben nach dem Coming-out.

## Handlung
In der ersten Szene sitzt Nicky Case im Jahr 2014 in einem Café. Sie stellt sich kurz vor und erläutert, dass die Spieler gleich den Abend nacherleben werden, der Cases Leben „für immer veränderte“. Die 2010 spielende, aus Cases Sicht erzählte Handlung erhalte neben Sätzen, die sie, ihre Eltern und ihr Exfreund tatsächlich sagten, auch fiktive Aussagen, weil es in der realen Situation keine richtigen Antworten gegeben habe. Case rät den Spielern dennoch, genau auf ihre Wortwahl zu achten, da sich jede Figur an jede getätigte Aussage erinnere.

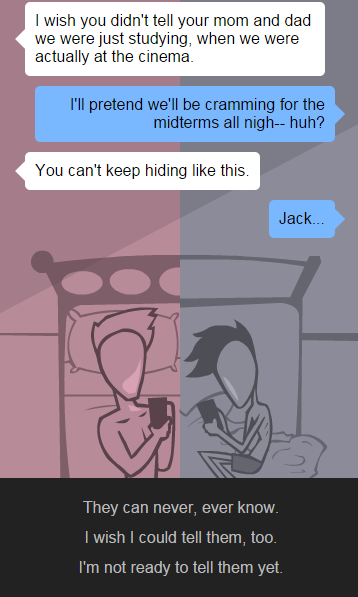
Im Spiel wird eine heimliche Jugendbeziehung der Entwicklerin behandelt.

Nach einem Szenenwechsel fängt die eigentliche Spielhandlung an. Der Jugendliche Nicky liegt im Bett und schreibt seinem Freund Jack Textnachrichten. Sie reden über den Film Inception, den sie sich einige Stunden zuvor im Kino ansahen. Als Nicky vorschlägt, sich am nächsten Tag wieder zu treffen, fragt Jack plötzlich, warum er sich noch nicht geoutet hat. Nicky brauche keine Angst zu haben, da seine Eltern bestimmt positiv reagieren würden und ein Coming-out im liberalen Kanada kein Problem sei. Nicky erwidert, dass sich ihre Situationen nicht vergleichen ließen. Jacks Eltern seien „kiffende New Age-Hippies“, seine hingegen konservativ. Er willigt dennoch ein, sich beim Abendessen zu outen, als Jack ihm gesteht, die Kommunikation per Textnachrichten, die Nicky aus Angst vor Abhörungen durch die Eltern wählt, als verletzend zu empfinden.
Im Esszimmer wartet Nicky auf seine Eltern. Kurze Zeit später kommt seine Mutter, während sein Vater länger arbeiten muss. Je nach Wahl der Spieler kann Nicky seine Bisexualität unerwähnt lassen, seiner Mutter subtile Hinweise darauf geben oder versuchen, sich direkt zu outen. Gleich welcher Methode kommt sie stattdessen auf seine schlechten Zensuren in Chemie, Informatik und Mathe zu sprechen. Als Nicky erwähnt, zusammen mit Jack lernen zu werden, fordert die Mutter ihren Sohn auf, weniger Zeit mit diesem zu verbringen. Jack sei schwul und könne daher versuchen, ihn zu „rekrutieren“. Nicky soll stattdessen Nachhilfe bei der gleichaltrigen Claire nehmen und ihr Partner werden. Die Mutter gibt danach zu, Nickys Textnachrichten gelesen zu haben, während er auf sie gewartet hat. Sie weint und stellt ihm Fragen über seine Sexualität, unter anderem nach dem Sex mit Jack. Als er letztere beantwortet, erbricht sie sich und nimmt Nicky das Versprechen ab, seinem Vater nichts von seiner Bisexualität zu sagen. Dieser kommt kurz darauf nach Hause.

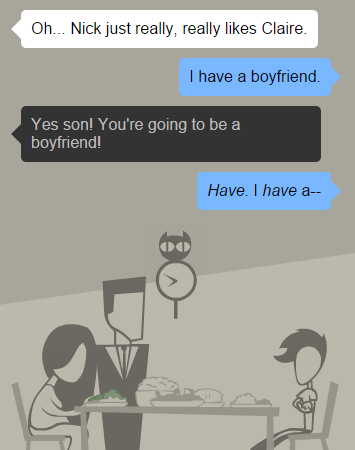
Die Reaktion des Vaters hängt von den Entscheidungen der Spielenden ab.

Der Vater spricht Nicky auf die geplante Nachhilfe an. Abhängig von der Entscheidung der Spieler gibt es zwei Reaktionen. Wenn Nicky Vorfreude auf die Nachhilfe heuchelt und sich nicht outet, lädt der Vater seine Familie vergnügt in eine Inception-Kinovorstellung ein. Er reagiert hingegen verärgert, wenn Nicky seine Sexualität preisgibt, und zwingt seinen Sohn, die Schule zu wechseln, seine Noten zu verbessern sowie heterosexuell zu werden. Wieder basierend auf der Wahl der Spieler stimmt Nicky den Forderungen zu oder widersetzt sich ihnen. Im ersten Fall geht der Vater in eine Bar, im zweiten schlägt er seinem Sohn mit der Faust ins Gesicht. Unabhängig vom Ausgang erzählt Nicky später Jack per Textnachricht von den Gesprächen mit seinen Eltern. Als er fragt, was nun aus ihrer Beziehung wird, will Nicky seine Entscheidung überschlafen.
Unmittelbar nach dem letzten Satz des Gesprächs springt die Handlung wieder ins Café in der Gegenwart. Case erklärt, sich drei Wochen nach dem missglückten Coming-out von Jack getrennt zu haben. Danach stellt sie den Spielern drei Enden der Geschichte zur Verfügung, die Lüge, Halbwahrheit und Wahrheit heißen. In der Lüge läuft Nicky von zuhause weg und kommt in Alaska bei einem bisexuellen Paar unter. In der Halbwahrheit findet Nicky heraus, dass Claire ebenfalls bisexuell ist, und freundet sich mit ihr an. In der Wahrheit erhält er dank seiner Browserspiele ein Praktikum in der Bay Area und kann dort erstmals offen mit seiner Sexualität umgehen. Nachdem die Spieler alle drei Enden angesehen haben, versichert Case, dass ihre persönliche Situation trotz der familiären Homophobie besser wurde und sie gewonnen habe. Danach wird sie von ihrem neuen Freund weggetragen, worauf das Spiel endgültig endet. In der Newgrounds-Version erscheint noch die Frage REPLAY?, mit der Coming Out Simulator 2014 scheinbar erneut gespielt werden kann. Allerdings antwortet Case, wenn sie angeklickt wird, aus dem Off, dass es im wahren Leben keine Wiederholungen gebe.

## Produktion

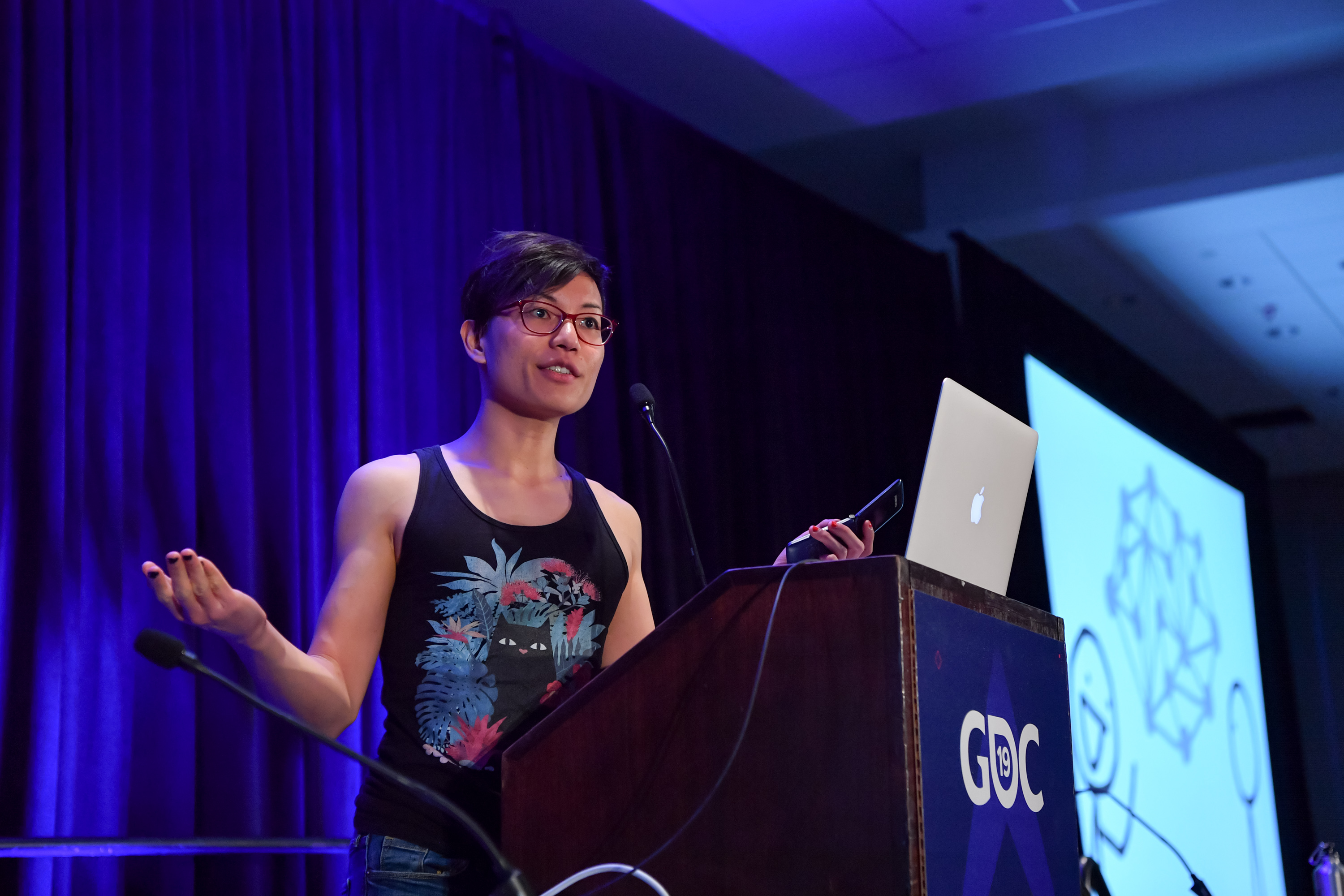
Nicky Case entwickelte Coming Out Simulator 2014 nicht nur, um ihre beruflichen Fähigkeiten zu verbessern, sondern auch zur Verarbeitung ihrer Vergangenheit.

### Entstehung
Die nichtbinäre Indie-Spieleentwicklerin Nicky Case (die in Bezug auf sich selbst geschlechtsneutrale sowie weibliche Pronomen verwendet) beschloss im Juni 2014, anlässlich des Nar8 Game Jam einen bereits länger geplanten Titel namens Coming Out Simulator 2014 über das Coming-out gegenüber ihren Eltern zu kreieren. Bei dem von der Spielewebsite itch.io veranstalteten Wettbewerb wurden innerhalb von drei Wochen Videospiele mit „experimentellen und interessanten“ Narrativen produziert. Der Zeitpunkt sei günstig gewesen, da sie vorher für die Entwicklung weder „emotional bereit“ gewesen sei noch ausreichend gute Fähigkeiten im Storytelling besessen habe.
Laut Case gab es drei Gründe für die Verwirklichung ihrer Spielidee. Sie wollte damit ihre Erzählkunst verbessern und Personen, die Homosexualität kritisch gegenüberstehen, die Sichtweise „der anderen Seite“ zumindest kurzzeitig näherbringen. Am ausschlaggebendsten sei jedoch ihr Wunsch gewesen, mit ihrer Vergangenheit abzuschließen, da sie sich zum Zeitpunkt des Game Jam immer wieder alternative Verläufe ihres bisherigen Lebens vorgestellt habe.
Coming Out Simulator 2014 ist dennoch nicht vollständig dokumentarisch, sondern ein „halbwahres Spiel über Halbwahrheiten“ und „emotional authentisch, faktisch ungenau“. Case erwähnte öffentlich lediglich drei Diskrepanzen. Sie verlegte das Datum ihres Coming-outs von 2011 nach 2010, um Anspielungen auf den im letzteren Jahr veröffentlichten Film Inception einbauen zu können. Zudem ließ Case eine Sitzung bei einem Kinderpsychologen, der sie von ihrer „Verwirrung“ heilen sollte, im Spiel weg. Ihrer Ansicht nach hätte das Gespräch, in dessen Verlauf der Therapeut versicherte, dass mit ihr alles in Ordnung und ihre Mutter homophob sei, unglaubwürdig gewirkt. Dafür kommt Cases gewalttätiger Vater vor, obwohl er die Familie lange vor ihrem Coming-out verlassen hatte. Sie wollte so Sympathie für die Figur der Mutter erwecken, wenngleich sie mehrere derer realen, diskriminierenden Aussagen in der Handlung wiedergab.

### Entwicklung

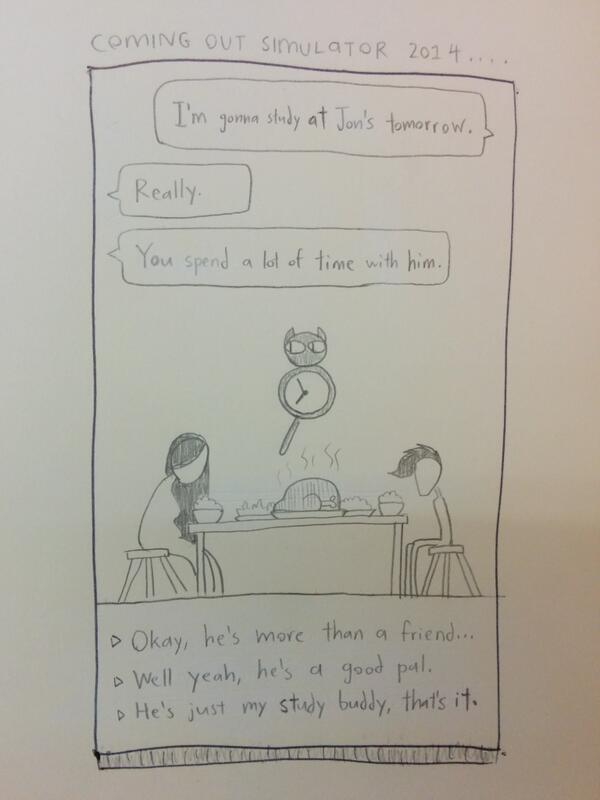
Bereits der erste Spielentwurf beinhaltete die Wahl zwischen drei möglichen Antworten.

#### Planung
Anfang Juli 2014 veröffentlichte Case auf Twitter eine erste Skizze der Esszimmerszene, die bereits die Wahl zwischen je drei verschiedenen Gesprächsantworten beinhaltete. Sie wollte mit der narrativen Struktur die Spannung zwischen ihrem „Wunsch, die Wahrheit zu sagen“ und ihren „Lügen zum Selbstschutz“ darstellen, von der ihr Coming-out geprägt gewesen sei. Das war zugleich der Grund für die unzuverlässige Erzählweise des Spiels.
Die Benutzeroberfläche ähnelte schon im Entwurf Instant-Messaging-Chatverläufen. Diese Gestaltung diente zum einen als Vorausdeutung auf das Geständnis der Mutter und war zum anderen eine weitere Metapher für Cases Coming-out. Eine reine aus Textnachrichten bestehende Kommunikation sei ebenso „voll von Missverständnissen und unpersönlich“ wie ihre damaligen Gespräche mit ihren Eltern.
Ein anderes von Anfang an eingeplantes Gameplay-Element war der große Einfluss der Aussagen des Protagonisten. Seine Gesprächspartner sollten sich an jede seiner vorherigen Bemerkungen erinnern und entsprechend unterschiedlich darauf reagieren, wodurch sich laut Case die Anspannung für die Spieler erhöhe, da sie deshalb vorsichtig sein und in ihren „Lügen oder Halbwahrheiten konsistent“ bleiben müssten. Allerdings enthält Coming Out Simulator 2014 nicht die in interaktiven, entscheidungsbasierten Videospielen üblichen Abzweigungen, also je nach Wahl der Spieler völlig verschiedene Handlungsverläufe. Stattdessen beeinflusst die jeweilige Auswahl den Plot nur geringfügig. Für Case lasse das den Verlauf natürlicher erscheinen, obgleich die vielen kleinen Entscheidungen der Spieler in der Summe durchaus zu verschiedenen Ausgängen führen könnten.

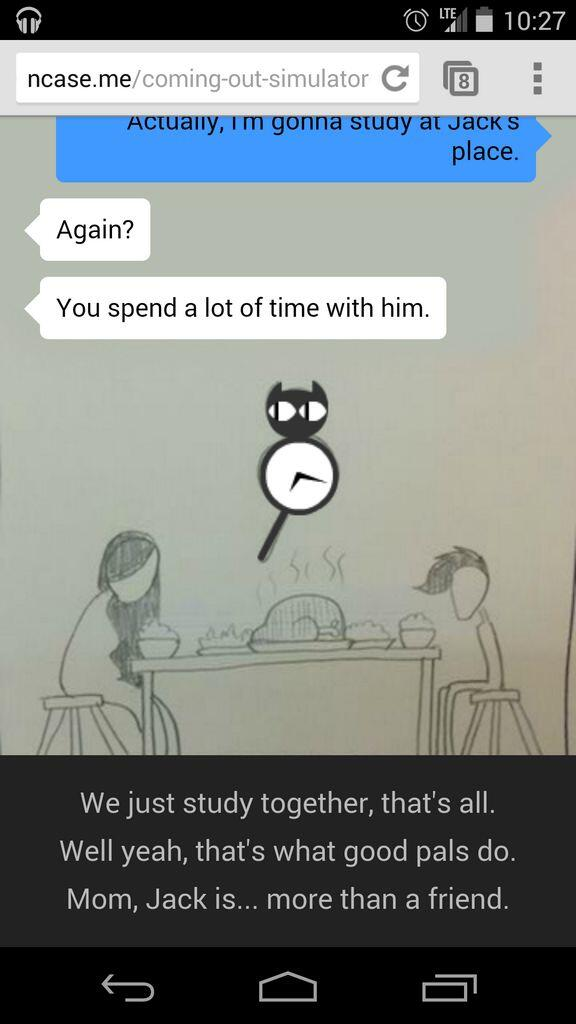
Spieltestern der Betaversion erschienen die Reihenfolge der Antwortmöglichkeiten als zu einfach, weswegen Case sie für das fertige Spiel änderte, um die Schwierigkeit zu erhöhen.

#### Beta-Version und Überarbeitungen
Nach der Präsentation des ersten Entwurfs fing Case mit der Spielentwicklung an. Innerhalb von zwei Wochen fertigte sie eine Beta-Version an und ließ sie von Spieltestern prüften. Basierend auf deren Rückmeldungen führte sie einige Änderungen durch. Die Dialogoptionen waren zunächst als „Lüge-Andeutung-starke Andeutung“ angeordnet. Nach Ansicht der Testpersonen machte das die Antworten zu vorhersehbar, weswegen die neue Reihenfolge dem Schema „beliebige Option-deren Gegenteil-mittlere Option“ folgte.
Daneben hatten viele Tester den Eindruck, dass das Spielziel nicht wie von Case beabsichtigt das Nachempfinden der Emotionen während eines Coming-outs, sondern das Erreichen eines erfolgreichen Coming-outs war. Sie wollte deswegen zunächst den Titel als Hommage an das Spiel Depression Quest von Zoë Quinn in Queer Quest ändern. Weil ihr der ursprüngliche Name jedoch besser gefiel, schrieb sie stattdessen zwei Szenen etwas um. In der überarbeiteten Fassung äußerte der Protagonist in der ersten Schlafzimmersequenz gegenüber Jack seine Angst vor der Reaktion der Eltern stärker; zudem reagierte die Mutter auf seine Bezeichnung von Jack als „guten Freund“ negativ, beim Begriff „Lernpartner“ hingegen neutral. Insbesondere der in letzterer Szene vorhandene Kontrast zwischen der „Bestrafung für Ehrlichkeit“ und der „gezwungenen Aufrechterhaltung einer Lüge“ verdeutliche die belastende Wahl zwischen Lüge, Halbwahrheit und Wahrheit und somit die Absicht des Spiels.

#### Endfassung
Ende Juni begann Case mit der Entwicklung der abschließenden Version. Deren Soundeffekte und Hintergrundgeräusche stammten aus Freesound, einer Datenbank für akustische Signale mit einer Creative-Commons-Lizenz. Den Quelltext schrieb Case mit CSS, JavaScript sowie Sublime Text, für die Animationen verwendete sie Adobe Flash. Optische Stilmittel waren unter anderem eine monochrome Farbgestaltung, Strichmännchen-ähnliche Charaktere sowie große Dreiecke als Szenenhintergründe. Sie sollten das Spiel einerseits experimentell aussehen lassen und waren andererseits dem knappen Zeitfenster geschuldet. Die gesichtslosen Figuren stünden nach Cases Aussage nicht nur für den Minimalismus moderner Benutzerschnittstellen, sondern auch wie die Textnachrichten imitierenden Dialoge und das unzuverlässige Erzählen für ihren Versuch, eine „persönliche Geschichte so unpersönlich wie möglich“ zu erzählen.
Die Entwicklerin nahm für die Endfassung erneut Änderungen vor. Case schrieb die bis dahin klar als „Verbündeter“ beziehungsweise „Antagonistin“ konzipierten Figuren Jack und Mutter um. „Moralisch zweideutige“ Figuren seien interessanter, zudem sei ihr erst während der finalen Entwicklungsphase die Ähnlichkeit zwischen den realen Pendants klar geworden, die sie mittels neuen Dialogen abbildete. Jack habe damals von ihr verlangt, auf ihre Identität stolz zu sein, aber ihre Sicherheit ignoriert, während ihre Mutter sie ohne Rücksicht auf ihre Identität habe beschützen wollen.
Einige Spielelemente erdachte Case erst am Ende der finalen Entwicklungsphase. Ein Beispiel waren die Cafészenen, die Coming Out Simulator 2014 zu einer Rahmenerzählung machen. Case kreierte sie, um dem Spiel ein Hauptmenü und den Spielern Hintergrundinformationen zu geben, ohne einen im Genre üblichen Titelbildschirm samt Startknopf zu verwenden. Die drei Enden waren eine weitere spontane Idee der Entwicklerin, da es ihrer Ansicht nach falsch gewesen wäre, den Spielern nur eine Geschichte über ihren späteren Werdegang zu erzählen. Außerdem habe Case während der finalen Entwicklung erkannt, dass ihr Titel nicht so sehr von einem typischen Coming-out, sondern der „allgemeinen Navigation zwischen für die Alltagsbewältigung benötigten Lügen und dem Verlangen nach persönlicher Entfaltung durch die Wahrheit“ handle. Die gezwungene Wahl zwischen „dem offenen Umgang mit der wahren Persönlichkeit und der Befriedigung des familiären Umfelds durch Lügen“ sei universell und betreffe generell Personen, die ihr Anderssein geheim halten, beispielsweise solche mit einem anderen Glauben als der Rest ihrer Familie.

### Inspirationen
Case nannte neben dem Spiel Gone Home, das ebenfalls eine queere Hauptfigur hat, zwei Titel als wichtige künstlerische Vorbilder für Coming Out Simulator 2014. Dabei handelte es sich um das autobiografische Browserspiel dys4ia, in dem die trans Entwicklerin Anna Anthropy ihre geschlechtsangleichende Maßnahme nacherzählt, sowie die The Walking Dead-Reihe. Letztere war eine besonders große Inspiration für Handlung und Gameplay von Coming Out Simulator 2014. Sie enthalte laut Case dank der afroamerikanischen Protagonistin, einer psychisch behinderten Hauptfigur sowie queeren und nahöstlichen Nebencharakteren „großartige Darstellungen von Minderheiten“. Auch löse das interaktive, entscheidungsbasierte Dialogsystem bei den Spielern eine große Furcht vor der Tragweite ihrer Wahl aus. Die Erinnerungen der anderen Figuren an jede Aussage des Protagonisten übernahm Case direkt aus The Walking Dead.

## Veröffentlichung
Die Erstveröffentlichung von Coming Out Simulator 2014 erfolgte innerhalb des Nar8 Game Jam am 30. Juni 2014 auf itch.io. Am 14. Februar 2015 erschien es bei Newgrounds. Das Spiel ist zudem auf Cases Webseite abrufbar und steht als gemeinfreie Open Source zur Verfügung.
2015 wurde Coming Out Simulator 2014 in der Game Zone des Internationalen Trickfilm-Festival Stuttgart präsentiert, ein Jahr darauf beim queeren Filmfestival Pink Apple innerhalb der Ausstellung Gaymes – the Rainbow in Video Games.
Von März bis April 2018 war Coming Out Simulator 2014 Teil der vom Goethe-Institut und dem Zentrum für Kunst und Medien organisierten, fahrenden Ausstellung Games and Politics an der Chulalongkorn-Universität. Im September desselben Jahres gehörte der Titel innerhalb der Technologie-Veranstaltung The New New auf der Internationalen Messe Thessaloniki erneut zur Games and Politics.

## Kritik und öffentliche Reaktionen

### Rezensionen
Nicole Pasulka bezeichnete die Spielstruktur und das Narrativ als einfach. Jeffrey Matulef beschrieb Coming Out Simulator 2014 im Eurogamer als „unerträglich detailliert“. Das Spiel bilde die Erfahrungen frustrierter Kinder mit verständnislosen Eltern authentisch ab. Beim Durchbrechen der Vierten Wand werde hingegen zu stark von der Fiktion abgelenkt. Christian Gürnth kürte den Titel in einer Gameswelt-Ausgabe zum „Spiel des Tages“. Entgegen seiner Annahmen eines „Hipster-Scheiß“ und „Versetz’-dich-in-meine-Rolle-und-mir-geht’s-so-schlecht-Simulator“ sei es ein „kleines Kunstwerk“, sehr interessant sowie empfehlenswert. Simon Parkin erwähnte das Spiel im Eurogamer und The Guardian als Beispiel sowohl der immer vielfältigeren Stilrichtungen und künstlerischen Intentionen im Videospielgenre als auch des vermehrten Willens von Spieleentwicklern, belangvolle Themen in ihren Werken zu behandeln. Er führt Coming Out Simulator 2014 dabei als eines mehrerer Beispiele für Spiele an, die von Teilen der Spielerschaft wegen fehlender Herausforderungen in Bezug auf den Schwierigkeitsgrad abgelehnt werden.
Zoë Quinn nahm Coming Out Simulator 2014 in eine auf der Webseite Giant Bomb veröffentlichten Liste der zehn besten Videospiele auf. Es sei „brutal persönlich, verletzlich und aufrichtig“ sowie für alle nachvollziehbar, die eine „Situation ohne richtige Antworten“ durchleben mussten. Die „stilvolle“ Grafik und SMS-artige Benutzeroberfläche „verfeinerten“ die gut geschriebene Geschichte zusätzlich, weswegen sich das Spielen „absolut lohne“. Yannick LeJacq schrieb für Kotaku, dass der Titel aufgrund seiner im Genre seltenen, äußerst ungeschönten Darstellung der „unangenehmen bis schmerzlichen“ Erfahrungen queerer Personen mutiger als viele Mainstream-Spiele und vor allem für heterosexuelle Spieler „unbequem, aber nötig“ sei.
Laut Joe Donnel derselben Webseite funktioniere Coming Out Simulator 2014 „auf vielen Ebenen“. Betroffene erhielten leicht nachvollziehbare Szenarien beziehungsweise Ratschläge, Außenstehende hingegen überzeugende Aufklärungen bezüglich der Herausforderungen des Coming-out-Prozesses. Für Danielle Riendeau von Polygon zeichne das Spiel ein humorvolles und zugleich „schockierend ehrliches“ Bild der Bedeutsamkeit sowie Schwierigkeit eines Coming-outs. Georg Pichler bezeichnete Coming Out Simulator 2014 in Der Standard als gelungenes, nachdenklich machendes Porträt jener, die dem Erwartungsdruck eines konservativen Umfelds ausgesetzt sind. Cassandra Khaw von The Verge nannte ihn einen sowohl erschütternden als auch ergreifenden Titel mit einer „geistreichen Karikatur“ als Hauptfigur.

### Reaktionen von Entwicklerin und Spielern
Kurz nach Veröffentlichung von Coming Out Simulator 2014 verkündete Case in ihrem Blog, zahlreiche „tief ergreifende“ Dankesnachrichten erhalten zu haben. In Interviews anlässlich des Nar8 Game Jam betonte sie, derartige Fanpost nicht nur von queeren Personen, sondern auch Heterosexuellen erhalten zu haben. Letztere seien durch das Spiel ebenfalls zu Coming-outs gegenüber Angehörigen und Freunden ermutigt worden, jedoch hinsichtlich anderer Lebensbereiche. Beispiele dafür seien Geständnisse über religiöse oder politische Ansichten, heimliche Liebschaften und kontroverse Interessen.

## Wissenschaftliche Rezeption

### Interpretationen zur Einordnung des Spiels innerhalb verschiedener Genres

#### Videospielgenre allgemein
Seit Veröffentlichung war Coming Out Simulator 2014 mehrmals Gegenstand wissenschaftlicher Betrachtungen. Nach Ansicht einiger Forscher stellt der Titel ein typisches Beispiel für das verstärkte Abwenden des Videospielgenres von Konventionen dar. So schrieb Dan Golding, dass die Herausforderungen im Spiel ungewöhnlicherweise keine lösbaren Rätsel seien. Das bilde den realen Kampf gegen Vorurteile ab. Frank Boardman und Nancy M. Cavender zählen Coming Out Simulator 2014 aufgrund seines Erzählens der Geschichte einer Figur in einem „emotionalen Minenfeld“ zu den modernen Videospielen, die dafür konzipiert wurden, an die Empathie der Spieler zu appellieren statt wie andere Titel „niedere Instinkte zu befriedigen“. Laut Jaden M. Zoranovic habe die Entwicklerin mit dem Spielsystem nicht nur eine künstlerische Ausdrucksform gewählt, sondern auch persönliche Erlebnisse verarbeitet. Das widerlege die weitverbreitete Annahme, wonach Videospiele nur zur Unterhaltung dienen, und beweise ihren therapeutischen Wert.

#### Autobiografische und interaktive Spiele
Andere Forschende erörterten die Rolle von Coming Out Simulator 2014 im Genre der autobiografischen beziehungsweise interaktiven Spiele. Etwa sieht David O. Downing darin ein Beispiel für innovative Berichterstattungsformen im digitalen Journalismus. Autobiografische Titel wie Coming Out Simulator 2014 kämen hierfür besonders in Frage, da sie komplexe Sachverhalte originell und verständlich sowie dank des persönlichen Bezugs der Entwickler zu den jeweiligen Themen vermenschlicht darstellten. Stefan Werning benennt es als Beispiel für die spezielle Kommunikationsform von autobiografischen Indie-Titeln. Den Entwicklern sei statt Handwerkskunst und Unterhaltungswert die Verbindung zu einer kleinen, klar definierten Zielgruppe wichtig, der sie eine Botschaft übermitteln oder ihre eigene Perspektive näherbringen wollten.
Zuvor analysierte Werning anhand Coming Out Simulator 2014 die Interaktion zwischen Spielern und Spielfigur in interaktiven Titeln. Es zeige durch subtile Abweichungen von der geläufigen Formel das große Spektrum des eigentlich simplen textbasierten Point-and-Click-Systems auf. Ein Beispiel sei die Wahl zwischen drei unterschiedlich intensiven Formen des Wortes what als Reaktion auf eine Aussage der Mutter. Sie wirke auf die Spieler aufgrund ihrer Nuancen und Alternativlosigkeit besonders persönlich. Weitere Aspekte verstärkten das performative Gefühl des Klickens, darunter das für jede Figur spezifische Geräusch während der Gespräche sowie die sich langsam nach oben bewegenden Sprechblasen mit bereits gesprochenen Sätzen. Letzteres erwecke den Eindruck, dass die Äußerungen aufeinander aufbauten. Für Ragan Glover-Rijkse und Adriana de Souza e Silva verdeutliche Coming Out Simulator 2014 die Möglichkeit des Genres, menschliche Werte zu verkörpern beziehungsweise Empathie und Verständnis zu fördern. Indem die Spieler Cases Entscheidungen übernehmen und deren Auswirkungen miterleben müssten, entstehe ein intimes Verhältnis zwischen ihnen und der Handlung. Dadurch erfuhren sie verschiedene Lebensentwürfe sowie Perspektiven.

#### Serious Game
Zudem ordneten einige Wissenschaftler Coming Out Simulator 2014 innerhalb des Serious Game ein. Nach Ansicht von Helmut Hlavacs und Mikel Polzer eigne sich das Spiel wie das gesamte Genre zur Bekämpfung gesellschaftlicher Vorurteile. Die Rahmenerzählung, Textnachrichten ähnelnde Benutzeroberfläche, „cartoonhafte“ Grafik sowie das Simulationskonzept distanzierten die Spielhandlung von der Realität, was den Zweck begünstige und die Spieler ermuntere, verschiedene Szenarien auszuprobieren. Jedoch habe das Fehlen falscher Antworten Vor- und Nachteile. Zwar verhindere dies einen frustrationsbedingten Spielabbruch, jedoch gehe dadurch die für die Akzeptanz der Botschaft notwendige Subtilität etwas verloren. Nach Ansicht von Zeynep Ackay, Myfanwy King und Tim Marsh beweise Coming Out Simulator 2014 das Potenzial kurzer Serious Games und könne aufgrund seiner Einfachheit Entwicklern mit niedrigem Budget als Vorbild dienen.
Hingegen überprüfte Michitaka Ohtani die Zugehörigkeit von Coming Out Simulator zum Genre. Das Spiel besitze einerseits einen für die Spieler aufregenden und verständlichen Handlungsverlauf. Andererseits veranschauliche es die negativen Auswirkungen von Normalität, wenn sie diskriminierende Formen wie Heterosexismus, hegemoniale Männlichkeit oder Homophobie annehme. Deswegen passe es zur gängigen Definition eines Serious Game, laut der ein solches sowohl unterhalten als auch einen positiven Lerneffekt auf die Spielenden haben solle, der zur Lösung realer Problematiken beitrage. Coming Out Simulator 2014 sei aber kein typischer Vertreter des Genres, da der Titel auch die Nachteile eines Coming-outs und keine direkten Lösungen für das dargestellte gesellschaftliche Problem präsentiere. Jedoch lasse es die Spieler die soziale Diskriminierung sexueller Minderheiten nachfühlen und trage so zur Reflexion über die für die Mehrheit unsichtbaren Aspekte weitverbreiteter Normen und Moralvorstellungen bei.

### Empfehlungen zur pädagogischen Nutzung

#### Bildungseinrichtungen
Mehrere Institutionen empfehlen die Nutzung von Coming Out Simulator 2014 in der Bildungsarbeit. So wurde es 2017 auf einer von der Bundesakademie für Kulturelle Bildung Wolfenbüttel mitveranstalteten Tagung über Jugendmedienarbeit als Mittel zur politischen, gesellschaftlichen und kulturellen Bildungsvermittlung präsentiert. Die Niedersächsische Landeszentrale für politische Bildung schreibt auf ihrer Webseite, dass sich das Spiel aufgrund seiner Behandlung von sexueller Identität sowie gesellschaftlichen Zwängen und Erwartungen für Medienkompetenz-Workshops mit dem Schwerpunkt Spiele mit vielseitigen Rollenbildern anbiete. Laut dem Zentrum für didaktische Computerspielforschung der Pädagogischen Hochschule Freiburg könne der Titel als Ausgangspunkt für Unterrichtsdiskussionen dienen, beispielsweise über die schwierige Entscheidung zwischen Wahrheit und Lüge, Identität sowie sozialen Druck. Die Stiftung Digitale Spielekultur sieht ebenfalls mehrere Verwendungsmöglichkeiten in Schulen, etwa Analysen von Handlung und Sprache des Spiels, Besprechungen von darin vorkommende Themen wie Gewalt, Sexismus, sexuelle Selbstbestimmung und Heteronormativität sowie als Orientierung für Anti-Diskriminierungsmaßnahmen.

#### Dozenten
Einige Dozenten analysierten die Tauglichkeit von Coming Out Simulator 2014 als Lehrmaterial. Beispielsweise schrieb Andreas Schuch, dass das Spiel aufgrund seiner Behandlung von Homosexualität, Nacherzählung eines Coming-outs sowie offensichtlich autobiografischen Handlungselemente innerhalb des Digital Game-based Learning im Bereich LGBT-Diskriminierung verwendet werden könne. Carolyn Blume betrachtete Coming Out Simulator 2014 innerhalb der Einbeziehung von inklusiven Videospielen in den Unterricht. Der Titel sei aufgrund seiner Themen wie Zugehörigkeitsgefühl und familiäre Erwartungen gut dafür geeignet, über Identität sowie die Situation der Hauptfigur zu diskutieren, auch ohne einen Schwerpunkt auf deren Sexualität zu legen. Daneben könnten Schüler durch das Beleuchten der technischen Elemente des Spiels etwas über Semiotik und Interaktion lernen.
Andere Dozenten machten den Titel zum Gegenstand weiterführender Untersuchungen. So ließen Florian Cristóbal Klenk und Franco Rau Probanden ihrer Studie über den Beitrag von Videospielen zur Diversitäts- und Medienkompetenz angehender Lehrkräfte Coming Out Simulator 2014 spielen. Basierend auf deren Rückmeldungen kamen die Studienleiter zum Schluss, dass sowohl das eigentliche Spielen als auch die Reflexion über die Aussagen der Figuren heterosexuelle Lehrkräfte für die persönlichen Herausforderungen queerer Personen sensibilisieren könnten. Eine ähnliche Untersuchung führten Paulo Blikstein und Chris Proctor durch. Bei ihrem Versuch analysierten Studierende die Handlung, Sprache sowie den Quelltext von Coming Out Simulator 2014. Laut den Forschern könnten Schüler durch die Auseinandersetzung mit dem Spiel ihre soziologischen, sprachlichen und informatischen Kenntnisse vergrößern, da darin komplexe Aspekte dieser Themenbereiche nachvollziehbar sowie persönlich dargestellt würden. Stephanie Baione, Yiming Lyu, Audrey Reinert und Jessica Roberts kamen bei ihrer Langzeitstudie über die Entwicklung von an Studenten gerichtete, mobile LGBT-Lernplattformen zu einem teilweise anderen Ergebnis. Die Teilnehmenden sahen in Coming Out Simulator 2014 zwar ein potentielles Einstiegsmaterial für queere Themenbereiche, jedoch auch eine Generalisierung oder Trivialisierung der Thematik als mögliche Nebeneffekte der Gamification.

## Auszeichnung und Nominierung
Coming Out Simulator 2014 gewann den Nar8 Game Jam. 2015 gehörte es beim Independent Games Festival zu den Finalisten in der Kategorie Excellence in Narrative.

## Nachwirkung

### Spätere Ansichten der Entwicklerin über das Spiel
In einem Gespräch mit Mashable äußerte sich Case 2019 retrospektiv teilweise kritisch über Coming Out Simulator 2014. Sie bereue, das Spiel unterbewusst als einen hauptsächlich an Heterosexuelle gerichteten  „Empathie-Erweckungs-Titel“ gestaltet zu haben. Des Weiteren eigne es sich nicht als Ratgeber für LGBT-Personen, weil darin nur ihr eigenes Coming-out behandelt werde. Auch sei die Bezeichnung der Spielfigur mit männlichen Pronomen aufgrund Cases nichtbinärer Geschlechtsidentität inzwischen veraltet. Sie sei dennoch stolz auf das Spiel, das gemäß ihr zugesendeten Nachrichten zahlreichen queeren Jugendlichen eine große Hilfe gewesen sei. In ihrem Blog beschrieb sie die Verarbeitung ihrer Erinnerungen zudem als kathartisch. Ein Jahr darauf erklärte Case gegenüber der Sachbuchautorin Bo Ruberg, das Empathieförderungs-Potential des Titels durchaus zu begrüßen. Allerdings sollten queere Videospiele nicht mehr nur von „Empathie und Unterdrückung“ handeln, sondern auch den Spielern „Spaß machen“ und sie „zum Lachen bringen“.

### Remake
2018 erschien mit Trans Coming Out Simulator 2018 ein Remake von Coming Out Simulator 2014 über trans Coming-outs. Es stammt vom südkoreanischen trans Indie-Spieleentwickler Seongwoon / Rault. Er wollte damit queere Personen aus seinem Heimatland, die oft und insbesondere im Elternhaus mit Hassrede konfrontiert würden, unterstützen und ihnen die Angst vor dem Coming-out nehmen. Trans Coming Out Simulator 2018 hat mit dem Original die nicht vollständig wahrheitsgemäße Darstellung der realen Umstände sowie die Auswahl zwischen drei verschiedenen Antworten während Gesprächen mit den Eltern gemeinsam. Im Unterschied zu Coming Out Simulator 2014 sind die Spielhintergründe als Anspielung auf die Transgenderflagge hellblau-rosa-weiß koloriert. Zudem können die Spieler wählen, ob sie das Coming-out des Entwicklers oder einer Freundin von ihm nachspielen möchten.

### Übersetzungen
Im Jahr 2017 wollten zwei Studierende des Middlebury Institute of International Studies at Monterey den Quelltext von Coming Out Simulator 2014 umschreiben und das Spiel in mehrere Sprachen übertragen, was ihnen nicht gelang. Unabhängig davon fertigten einige Fans erfolgreich Übersetzungen ins Französische, Hochchinesische, Japanische, Koreanische, Russische, Spanische und Portugiesische an.

### Fachjournale
- Carolyn Blume: Inclusive digital games in the transcultural communicative classroom. ELT Journal, Ausgabe 2, 22. Mai 2021, S. 181–192.
- Florian Cristóbal Klenk, Franco Rau: Differenzreflexive Lehre mit und über Medien: Exemplarische Konzepte und Praxisberichte zum Einsatz von digitalen Spielen und Erklärvideos in der universitären Lehrkräftebildung. In (Hrsg.) Natalia Reich-Stiebert, Jennifer Raimann, Carsten Thorbrügge, Len Ole Schäfer: Digitalisierung als Katalysator für Diversität an Hochschulen et vice versa. Medienpädagogik, Ausgabe 48, 11. Juni 2022, S. 108–134 (PDF).
- Stephanie Baione, Yiming Lyu, Audrey Reinert, Jessica Roberts: Crossroads: a transgender education platform for Greek life students. In: Journal of LGBT Youth. Ausgabe 3, 3. Juli 2023, S. 680–704.
- Stefan Werning: The Persona in Autobiographical Game-Making as a Playful Performance of the Self. In: Persona Studies. Ausgabe vom 13. Juni 2017, S. 28–42 (PDF).

### Fachportale
- Chris Proctor, Paulo Blikstein: Interactive fiction: Weaving together literacies of text and code. In: Transformative Learning Technologies Lab. Stanford University, S. 555–560 (PDF).

### Sachbücher
- Myfanwy King, Tim Marsh, Zeynep Ackay: A Review of Indie Games for Serious Mental Health Game Design. In (Hrsg.) Bobbie Fletcher, Minhua Ma, Stefan Göbel, Jannicke Baalsrud Hauge, Tim Mars: Serious Games: Joint International Conference, JCSG 2021, Virtual Event, January 12–13, 2022, Proceedings. Springer Science+Business Media, New York 2021, ISBN 978-3-030-88272-3, S. 138–152.
- Michitaka Ohtani: Games to Change Perceptions of Social Norms: What Constitutes Serious Games? In (Hrsg.) Toshiyuki Kaneda, Ryoju Hamada, Terukazu Kumazawa: Simulation and Gaming for Social Design. Springer Science+Business Media, New York 2021, ISBN 978-981-16-2011-9, S. 73–89.
- Mikel Polzer, Helmut Hlavacs: Designing Game-Based Interventions for Subverting Normative Attitudes. In (Hrsg.) Nagisa Munekata, Itsuki Kunita, Junichi Hoshino: Entertainment Computing – ICEC 2017: 16th IFIP TC 14 International Conference, Tsukuba City, Japan, September 18-21, 2017, Proceedings. Springer Science+Business Media, New York 2017, ISBN 978-3-319-66715-7, S. 113–124.
- Bonnie Ruberg: The Queer Games Avant-Garde: How LGBTQ Game Makers Are Reimagining the Medium of Video Games. Duke University Press, Durham 2020, ISBN 978-1-4780-0730-2, S. 162–170.
- Andreas Schuch: Digital Games as a Means of Raising Awareness About Ageism and Gender Discrimination: Three Principles for Teachers and Game Developers. In (Hrsg.) Margarida Romero, Kimberly Sawchuk, Josep Blat, Sergio Sayago, Hubert Ouellet: Game-Based Learning Across the Lifespan: Cross-Generational and Age-Oriented Topics. Springer Science+Business Media, New York 2016, ISBN 978-3-319-41797-4, S. 141–150.